# Loituma
Loituma — финский квартет. В 1997 году получил звание группы года на международном фестивале народной музыки в Каустинене. В апреле 2006 года песня Ievan Polkka («Евина полька») становится хитом интернета. Были созданы многочисленные ремиксы. В настоящее время продолжают играть.

## Стиль
Loituma исполняет песни и музыку народов Финляндии — финнов, карелов, саамов.
Многие тексты взяты из карело-финского эпоса «Калевала» и из сборника финской народной поэзии «Кантелетар». Также используется более позднее народное творчество.
В большинстве композиций используются национальные инструменты: кантеле, лапландские барабаны, шаманские бубны.
Широко используется многоголосие.

## История
Группа была организована в 1989 году как септет Jäykkä Leipä (фин. чёрствый хлеб) на факультете народной музыки Академии Сибелиуса в Хельсинки.
После выпуска первого альбома продюсер предложил переименовать группу так, чтобы в её названии было не более трёх слогов и не использовались диакритические знаки.
Группу было решено назвать Loituma, по названию озера в восточной части Финляндии, возле которого находится дача родителей участницы ансамбля Ханни-Мари Турунен.
В настоящее время квартет вместе не играет, хотя все участники продолжают музыкальную карьеру по отдельности.

## Участники
- Сари Кауранен — вокал, кантеле
- Анита Лехтола-Толлин — вокал, пятиструнная кантеле
- Тимо Вяянянен — вокал, кантеле
- Ханни-Мари Аутере (в девичестве Турунен) — вокал, скрипка, пятиструнная кантеле, блок-флейта альт, контрабас, лапландский барабан.

## Дискография
- Loituma (Финляндия, 1995) / Things of Beauty (США, 1998)
- Kuutamolla (Финляндия, 1998) / In The Moonlight (США, 1999)